# 國村隼
國村 隼（くにむら じゅん、本名：米村 喜洋、1955年〈昭和30年〉11月16日 - ）は、日本の俳優、ナレーター。大阪府大阪市出身（熊本県八代市生まれ）。

## 来歴
熊本県八代市で生まれ、0歳のうちに兵庫県尼崎市に転居。小学校2年の時に大阪市へ移った。大阪放送劇団付属研究所9期生。1981年、『ガキ帝国』（井筒和幸監督）で映画デビュー。その後、数々の映画、ドラマに出演。1989年『ブラック・レイン』にヤクザ役で出演、リドリー・スコット監督と松田優作から映画俳優としての表現について影響を受けた。ブラックレインへの出演後に香港の映画関係者からオファーが増えて数本の映画に出演した。
1997年、河瀨直美監督が第50回カンヌ国際映画祭で日本人初のカメラ・ドールを受賞した『萌の朱雀』では田原孝三役で映画初主演。2016年には、韓国映画「哭声/コクソン」に出演し、その不気味な役柄から韓国での知名度が上がった。
長らく映画中心の活動をしており、阪本順治や崔洋一の作品には常連出演している。また、テレビドラマへの出演も多く、善人役から悪役まで演じる役も幅広い。
2006年には『芋たこなんきん』で主人公の夫・徳永健次郎（カモカのおっちゃん）を演じ、代表作の1つとなる。

## 人物
小さな頃から自動車に憧れを抱いており、特にエンジンが好きで、大阪府立工業高等専門学校（現・大阪公立大学工業高等専門学校）へ進みエンジニアを目指したが、高専を中退して演劇の世界へ進んだ。趣味・特技は渓流釣りフライフィッシング（フライを自作している）、アーチェリー、サッカー、バイク、車。食べ物は粉もんが好物。

## 受賞歴
- 第7回 日本インターネット映画大賞（2002年） - 『富江 最終章 〜禁断の果実〜』『笑う蛙』『ごめん』の演技に対する受賞
- 第3回 バッカーズ演劇奨励賞（2003年）
- ギャラクシー賞 2009年11月度テレビ部門月間賞 - 『行列48時間』、『ギネ 産婦人科の女たち』の演技に対する受賞
- 第37回 青龍映画賞 （2016年） [13]
  - 男優助演賞 - 2016年韓国映画『哭声/コクソン』[14]
  - 人気スター賞 - 2016年韓国映画『哭声/コクソン』[14]

## 出演

### テレビドラマ
- 連続テレビ小説（NHK総合）
  - 鮎のうた（1979年10月1日 - 1980年4月5日）
  - よーいドン（1982年10月4日 - 1983年4月2日） - 米田
  - 心はいつもラムネ色（1984年10月1日 - 1985年3月30日）
  - 都の風（1986年10月6日 - 1987年4月4日） - 佐七
  - ふたりっ子（1996年10月7日 - 1997年4月5日） - 猿渡夏彦
  - オードリー（2000年10月2日 - 2001年3月31日） - 黒田茂光
  - 芋たこなんきん（2006年10月2日 - 2007年3月31日） - 徳永健次郎
  - カーネーション（2011年10月3日 - 2012年3月31日） - 花村喜一
- 部長刑事（朝日放送）
  - 第1086回「切れなかった絆」（1979年8月18日） ※本名で出演[15]
  - 第1102回「緊急出動」（1979年12月8日） ※本名で出演[16]
  - 第1107回「カセットにこめられた青春」（1980年1月12日） ※本名で出演[17]
  - 第1134回「犯罪25時・悪魔たちの夜」（1980年7月19日） ※本名で出演[18]
  - 第1142回「汚れた女王蜂」（1980年9月13日） ※本名で出演[19]
  - 第1148回「マウイ島の返事」（1980年10月25日） ※本名で出演[20]
  - 第1159回「笹持ってこい」（1981年1月10日） ※本名で出演[21]
  - 第1163回「華麗な獲物たち」（1981年2月7日） ※本名で出演[22]
  - 第1170回「殺人ゲーム・最後のカードはあなた」（1981年3月28日） ※本名で出演[23]
  - 第1173回「青春の交差点」（1981年4月18日） ※本名で出演[24]
  - 第1178回「新堕落論・S子のマイウェイ」（1981年5月23日） ※本名で出演[25]
  - 第1220回「あの頃」（1982年3月13日） ※本名で出演[26]
  - 第1234回「雨の日の脅迫者」（1982年6月19日） ※本名で出演[27]
  - 第1239回「52秒の密室・狙われた女医」（1982年7月24日） ※本名で出演[28]
  - 第1338回「あと30分に賭けろ」（1984年6月16日） ※本名で出演[29]
  - 第1349回「出頭した殺人犯」（1984年9月1日） ※本名で出演[30]
  - 第1423回「土一升金一升裏話」（1986年2月1日）[31]
- 銀河テレビ小説（NHK総合）
  - 道頓堀川（1982年） - 男 ※本名で出演
  - 宵待草（1983年） - 曽根 ※本名で出演
  - 悲しみだけが夢をみる（1988年） - 刑事
- 必殺シリーズ（朝日放送）
  - 新・必殺仕事人 第29話「主水ねこばばする」（1981年） - 新吉 ※本名で出演
  - 新・必殺仕舞人 第3話「三界節 娘恋し父恋し」（1982年） - 彦太郎
  - 必殺仕事人IV
    - 第5話「お加代 十里早駆けに挑戦する」（1983年） - つむじ風の安 ※本名で出演
    - 第25話「主水の上役 転勤する」（1984年） - 鎌鼬の六 ※本名で出演

  - 必殺橋掛人
    - 第12話「四谷の忍者寺を探ります」（1985年） - 舎熊

  - 必殺仕事人V・激闘編
    - 第8話「初夢千両殺し」（1986年） - 鷹 ※國村準表記
    - 第15話「主水、卵ひな人形をこわす」（1986年） - 権助
    - 第22話「せん、女ひとり旅する」（1986年） - 菊次郎

  - 必殺まっしぐら! 第11話「相手は向島の元締」（1986年） - 五平次
- なにわの源蔵事件帳 第1シリーズ（1981年-1982年、NHK総合） - 幸助
- いのち燃ゆ（1981年） - 春吉 ※本名出演
- からみ合い（1981年、毎日放送） - 定夫 ※本名で出演
- その時がきた（1982年、毎日放送） - 新婚のアベック ※本名で出演
- 土曜ワイド劇場「京都殺人案内8刑事の娘を襲った悪徳サラ金」（1983年10月22日、朝日放送）
- 西部警察 PART-III第49話「京都・幻の女殺人事件－京都篇－」（1984年4月29日、テレビ朝日） - 京都府警刑事 ※本名で出演
- ドラマ人間模様（NHK総合）
  - 「家族あわせ」 第1話・第4話（1985年）
  - 「恋の華 白蓮」 （1985年） - 赤木
  - 「追う男」 第2話・第4話（1986年） - 竹宮
- ドラマスペシャル（NHK総合）
  - 匂いガラス（1986年11月8日） - 刑事
  - ドラムカン（1990年11月3日）
- ダウンタウン物語（1988年、毎日放送） - バーテン
- 橋の上においでよ（1987年10月31日、NHK総合） - 平井
- いい話みつけ旅（1988年、朝日放送）
- ドラマ新銀河（NHK総合）
  - 「この指とまれ!!」（1995年） - カメの父親
  - 「ワイン殺人事件 25歳の夏」（1995年） - メートル・ド・テル
  - 「この指とまれ2」（1997年） - 藤吉一
- 水曜ドラマシリーズ・水曜ドラマの花束（NHK総合）
  - 「新 花へんろ・風の昭和日記」第2話 - 第4話（1997年）
  - 「ふたつの愛」（1998年） - 日暮誠
- 義男の青春（1998年9月7日・14日、テレビ東京）
- 余命半年 生前給付3000万円の夢（1998年11月14日・21日、NHK総合）
- アフリカの夜（1999年、フジテレビ） - 丸山良吉
- しくじり鏡三郎（1999年、NHK総合） - 太兵衛
- ナニワ金融道4（1999年、フジテレビ） - 浦切穴男
- オアシス（2000年1月10日、NHK総合） ※第23回創作テレビドラマ脚本公募入選作
- 笹沢左保サスペンス「危険な協奏曲」（2000年1月27日、NHK BS2）
- 合い言葉は勇気（2000年、フジテレビ） - 安西景虎
- 浪花少年探偵団 第9話「しのぶセンセと消えたプリンセス」（2000年、NHK総合） - ヤス
- カバチタレ! 第3話「あっ!と驚くいい男とカレーうどん」（2001年、フジテレビ） - 横山正輝
- 世にも奇妙な物語（フジテレビ）
  - '01春の傑作選 「株式男」（2001年） - 大黒影夫
  - 2003春の特別編「顔を盗まれた」（2003年） - 鷲田刑事
  - 2004 秋の特別編「不幸せをあなたに」（2004年） - 不幸せ斡旋業者
- HVサスペンス「死者からの手紙」（2001年6月9日、NHK BShi） - 立花康彦
- 大阪新放送会館完成記念ドラマ「聖徳太子」（2001年11月10日、NHK大阪） - 秦河勝
- 李歐（2001年12月、WOWOW開局10周年記念番組） - 原口達郎
- 金曜エンタテイメント 忠臣蔵1/47（2001年12月28日、フジテレビ） - 畳屋親方・松吉
- ナースマン（2002年、日本テレビ） - 三木陽一郎
- HR（エイチアール）（2002年 - 2003年、フジテレビ） - 八木田旬一
- 盤嶽の一生（2002年6月18日、フジテレビ）第8話「男と女」 - 久左衛門
- 衛星ドラマ劇場 ビタミンF（2002年、NHK BS2） - ホテル支配人
- Dr.コトー診療所 第2話「故郷で暮らす母へ」（2003年、フジテレビ） - 内誠
- はみだし刑事情熱系（2003年） - 蒲原課長
- 緋色の記憶（2003年、NHK総合） - 藤枝利樹
- 最後の弁護人第6話、7話（2003年、日本テレビ）  - 水川茂
- 美女か野獣第9話（2003年、フジテレビ） - 剛田
- 白線流し〜25歳〜（2003年、フジテレビ） - ホームレス
- 女と男と物語 PARTII（2003年、朝日放送） - 赤倉
- 新・夜逃げ屋本舗第4話（2003年、日本テレビ） - 馬場
- 夜桜お染第8話「幼なじみ」（2004年、フジテレビ） - 赤星平助
- 人間の証明（2004年、フジテレビ） - 小山田武夫
- 冬の運動会（2005年、日本テレビ） - 北沢遼介
- ドラマW（WOWOW）
  - 自由戀愛（2005年1月23日） - 磐井政之介
  - アルバイト探偵【アイ】100万人の標的（2005年11月13日） - 梅本要一
  - CHiLDREN チルドレン（2006年5月21日） - 木原周五郎
  - 震度0 （2007年8月12日） - 藤巻昭宣
  - パンドラ（2008年4月6日 - 5月25日） - 大田黒茂行
  - 空飛ぶタイヤ（2009年3月29日 - 4月26日） - 狩野威
  - 蛇のひと（2010年3月7日） - 伊東部長
  - 造花の蜜（2011年11月27日 - 12月18日） - 沼田鉄治
  - 推定有罪（2012年3月25日 - 4月22日） - 篠塚良雄
  - 尾根のかなたに〜父と息子の日航機墜落事故〜（2012年10月7日・14日） - 峰岸健造
  - ふたがしら（2015年6月13日 - 7月11日） - 辰五郎
  - 沈まぬ太陽（2016年5月8日 - 9月25日） - 堂本信介
  - 東野圭吾 さまよう刃（2021年5月15日 - 6月26日） - 久塚耕三
- 優しい時間（2005年、フジテレビ） - 立石
- 奇跡の動物園〜旭山動物園物語〜（2006年5月13日、フジテレビ） - 黒川仁良
- 死亡推定時刻（2006年、フジテレビ） - 盛田克行
- ケータイ捜査官7（2008年4月2日、テレビ東京） - 社長
- あんどーなつ（2008年7月7日 - 9月22日、TBS） - 安田梅吉
- ミッドナイト☆ドラマ 藤子・F・不二雄のパラレル・スペース「ボノム〜底抜けさん」（2008年11月14日、WOWOW） - 片山
- 黒部の太陽（2009年3月21日・22日、フジテレビ開局50周年記念ドラマ特別企画） - 沢井甚五郎
- 親父の一番長い日 さだまさし父の日ドラマSP（2009年6月19日、フジテレビ） - 主演・墨田栄一郎
- 鬼平犯科帳SP〜雨引の文五郎〜（2009年7月17日、フジテレビ） - 雨引の文五郎
- こちら葛飾区亀有公園前派出所第1話（2009年8月、TBS） - 神田明神
- 気骨の判決（NHKスペシャル・終戦ドラマSP）（2009年8月16日、NHK総合） - 伊知地健吉
- 救命病棟24時（2009年9月22日・最終回） - 工藤研修医の父
- ギネ 産婦人科の女たち（2009年10月14日 - 12月9日、日本テレビ系） - 須佐見誠二郎
- 行列48時間（2009年、NHK総合） - 主演・宝福喜朗
- 坂の上の雲（2009年、NHKスペシャルドラマ） - 川上操六
- 夢の見つけ方教えたる!2（2010年3月13日、フジテレビ） - 榎本
- 大仏開眼（2010年、NHK総合） - 聖武天皇
- 刑事定年（2010年11月24日、BS朝日） - 三上昇
- 獣医ドリトル（2010年、TBS） - 土門大蔵
- ハイビジョン特集『妻を看取る日 -国立ガンセンター名誉総長の喪失と再生の記録-』（2010年12月、NHK BS-hi）
- 大河ドラマ（NHK総合）
  - 平清盛（2012年） - 藤原忠実
  - 鎌倉殿の13人（2022年） - 大庭景親[32]
- 相棒 season10 最終話（2012年3月21日、テレビ朝日） - 長谷川宗男
- 謎解きはディナーのあとでスペシャル（2012年3月27日、フジテレビ） - 鈴木元気（松下慶山）
- 剣客商売シリーズ（フジテレビ） - 田沼意次
  - 御老中暗殺（2012年8月24日）
  - 剣の誓約（2013年12月27日）
  - 鬼熊酒屋（2014年8月8日）
  - 陽炎の男（2015年9月11日）
- メイドインジャパン（2013年1月26日 - 2月9日、NHK総合） - 西山慶吾
- ストロベリーナイト アフター・ザ・インビジブルレイン「東京」（2013年1月26日、フジテレビ） - 木暮利充
- スターマン・この星の恋（2013年7月9日 - 9月10日、関西テレビ） - 重田信三
- 鬼平外伝 老盗流転（2013年9月8日、BSスカパー!） - 水鶏の松蔵
- 特集ドラマ はじまりの歌（2013年9月23日、NHK総合） - 中原弘
- 雲霧仁左衛門（2013年、NHK BSP） - 安部式部
  - 雲霧仁左衛門2（2015年）
  - 雲霧仁左衛門3（2017年）
  - 雲霧仁左衛門4（2018年）
  - 雲霧仁左衛門5（2022年）
  - 雲霧仁左衛門ファイナル（2025年）[33]
- リーガルハイ 第5話（2013年11月6日、フジテレビ） - 黛素夫
- 時計屋の娘（2013年、TBS） - 主演・秋山守一
- オリンピックの身代金（2013年11月30日、12月1日、テレビ朝日） - 大羽源三
- Dr.DMAT（2014年、TBS） - 伊勢崎勝一
- 足尾から来た女（2014年、NHK総合） - 原敬
- 松本清張 黒い福音〜国際線スチュワーデス殺人事件〜（2014年1月9日、テレビ朝日） - 岩瀬厚一郎
- 拝啓 色川先生（2014年3月2日、NHK BSプレミアム プレミアムドラマ） - 色川武大[34]
- アリスの棘（2014年4月11日 - 6月13日、TBS） - 有馬毅
- 極悪がんぼ 第6話（2014年5月19日、フジテレビ） - 犬神広明
- 白銀ジャック（2014年8月2日、テレビ朝日） - 筧純一郎
- おやじの背中 第6話（2014年8月17日、TBS） - 主演・吉崎典久
- 妻と飛んだ特攻兵（2015年8月16日、テレビ朝日） - 藤田秀雄
- 陰陽師（2015年9月13日、テレビ朝日） - 蘆屋道満
- 経世済民の男 第三部『鬼と呼ばれた男〜松永安左エ門』（2015年9月19日、NHK名古屋） - 三鬼隆
- 特集ドラマ「ジャングル・フィーバー」（2016年1月11日、NHK BSP）
- シリーズ・江戸川乱歩短編集 1925年の明智小五郎『屋根裏の散歩者』（2016年1月24日、NHK BSプレミアム）  - 朗読
- 金曜プレミアム 松本清張スペシャル かげろう絵図（2016年4月8日、フジテレビ） - 中野石翁[35]
- グッドパートナー 無敵の弁護士（2016年4月21日 - 6月16日、テレビ朝日） - 神宮寺一彦[36]
- 石川五右衛門（2016年10月14日 - 12月2日、テレビ東京） - 豊臣秀吉[37]
- 二夜連続ドラマスペシャル アガサ・クリスティ そして誰もいなくなった（2017年3月25日・26日、テレビ朝日） - 久間部堅吉
- ハロー張りネズミ 第8話（2017年9月1日、TBS） - 栗田精二
- ドラマスペシャル『BORDER 贖罪』（2017年10月29日、テレビ朝日） - 警視庁監察管理官・久高喬
- 探偵物語（2018年4月8日、テレビ朝日・日曜プライム） - 国崎成道
- NHKスペシャル 未解決事件 File.07「警察庁長官狙撃事件 容疑者Nと刑事の15年」（2018年9月8日、NHK総合） - 原雄一[38]
- SUITS/スーツ（2018年10月8日 - 12月17日、フジテレビ） - 柳慎次[39]
- スパイラル〜町工場の奇跡〜（2019年4月15日 - 6月3日、テレビ東京） - 桶本修
- 八つ墓村（2019年10月12日、NHK BSP） - 野村壮吉
- 金魚姫（2020年3月29日、NHK BSP） - 長坂常次郎
- 太陽の子（2020年8月15日、NHK総合） - 荒勝文策
- 宮城発地域ドラマ「ペペロンチーノ」（2021年3月6日、NHK BSP） - 佐々木春文[40]
- 生きるとか死ぬとか父親とか（2021年4月10日 - 6月26日、テレビ東京） - 主演・蒲原哲也
- 今ここにある危機とぼくの好感度について（2021年4月24日 - 5月29日、NHK総合） - 須田理事
- 24時間テレビ44 ドラマスペシャル『生徒が人生をやり直せる学校』（2021年8月21日、日本テレビ） - 吉岡博[41]
- オリバーな犬、 (Gosh!!) このヤロウ（NHK総合） -  課長
  - シーズン1（2021年9月17日 - 10月1日）[42]
  - シーズン2（2022年9月20日 - 10月4日） [43]
- 日本沈没-希望のひと-（2021年10月10日 - 12月12日、TBS） - 世良徹[44]
- 倫敦ノ山本五十六（2021年12月30日、NHK総合） - 松平恒雄[45]
- 吉祥寺ルーザーズ（2022年4月11日 - 6月27日、テレビ東京） - 池上隆二[46][47]
- 特集ドラマ「二十四の瞳」（2022年8月8日、NHK BSプレミアム / BS4K） - 三枝校長
- 池波正太郎生誕100年BS特集時代劇「まんぞくまんぞく」（2022年12月30日、NHK BSP）- 堀内蔵助[48]
- トリリオンゲーム（2023年7月14日 - 9月15日、TBS） - 黒龍一真[49]
- 海に眠るダイヤモンド（2024年10月20日 - 12月22日、TBS） - 一平 役[50]
- 秘密〜THE TOP SECRET〜（2025年1月20日 - 4月7日、関西テレビ・フジテレビ） - 貝沼清孝 役[51]
- ひとりでしにたい（2025年6月21日 - 8月2日、NHK総合） - 山口和夫 役[52]
- シミュレーション 〜昭和16年夏の敗戦〜（2025年8月16日・17日、NHK総合） - 板倉大道 役[53]

### 映画

#### 日本映画
- ガキ帝国（1981年、井筒和幸監督） - 崔・アパッチのリーダー
- 二代目はクリスチャン（1985年、井筒和幸監督）
- 王手（1991年、阪本順治監督） - 恵美須
- 月はどっちに出ている（1993年 崔洋一監督） - 多田
- トカレフ（1994年、阪本順治監督） - 高橋刑事
- 通天の角（1994年、祭主恭嗣監督） - 村鮫今朝男
- 平成無責任一家 東京デラックス（1995年、崔洋一監督） - 飴屋茂一
- 勝手にしやがれ!! 強奪計画（1995年、黒沢清監督） - 近藤
- BOXER JOE（1995年、阪本順治監督） - 喜一
- 通称!ピスケン（1996年、高橋伴明監督） - 広橋秀彦
- セラフィムの夜（1996年、高橋伴明監督） - 在日韓国人の殺し屋・金村明
- 走らなあかん 夜明けまで（1996年、萩庭貞明監督） - 秋津
- GAMA 月桃の花（1996年、大沢豊監督） - 元通信兵
- ビリケン（1996年、阪本順治監督） - 通天閣観光（株）部長
- 人間椅子（1997年、水谷俊之監督） - 清水昭一郎
- 萌の朱雀（1997年、河瀬直美監督） - 主演・田原孝三
- WiLd LIFe（1997年、青山真治監督） - 伊島茂樹
- 犬、走る DOG RACE（1998年、崔洋一監督） - 長田
- プープーの物語（1998年、渡辺謙作監督） - 木嶋
- 愛を乞うひと（1998年、平山秀幸監督） - 和知三郎
- 流★星（1999年、山仲浩充監督） - 霧島
- 39 刑法第三十九条（1999年、森田芳光監督） - 柴田利光
- 秘密（1999年、滝田洋二郎監督） - 藤崎
- セカンドチャンス（1999年、水谷俊之、富岡忠文監督） - 米俵権三
- オーディション（2000年、三池崇史監督） - 吉川泰久
- 顔（2000年、阪本順治監督） - 狩山健太
- 五条霊戦記 GOJOE（2000年、石井聰亙監督） - 朱雀法眼
- カオス（2000年、中田秀夫監督） - 浜口警部
- 独立少年合唱団（2000年、緒方明監督） - 柳田時雄
- 真夜中まで（2001年、和田誠監督） - 大場
- 殺し屋1（2001年、三池崇史監督） - 船鬼
- ミスター・ルーキー（2002年 井坂聡監督） - 楊
- 陽はまた昇る（2002年、佐々部清監督） - 通産省電子機器課長・小出収美
- 富江 最終章 -禁断の果実-（2002年、中原俊監督） - 橋本和彦
- 笑う蛙（2002年、平山秀幸監督） - 吉住暁男
- ごめん（2002年、冨樫森監督） - 七尾正一
- 星に願いを。（2003年、冨樫森監督） - 霧島仁
- 魔界転生（2003年、平山秀幸監督） - 神野助左衛門
- すてごろ 梶原三兄弟激動昭和史（2003年、光石冨士朗監督） - 少年マガジン編集長 内田勝
- ALIVE（2003年、北村龍平監督） - 小島
- ナイン・ソウルズ（2003年、豊田利晃監督） - 元偽札王・山本
- 月の砂漠（2003年、青山真治監督） - 野々宮
- IKKA：一和（2003年、川井晃監督） - 主演・太田慎一郎
- 釣りバカ日誌14 お遍路大パニック!（2003年、朝原雄三監督） - 川島営業担当取締役
- 浪商のヤマモトじゃ!（2003年、白岩久弥監督） - ナカジマ監督
- DEAD END RUN（2003年、石井聰亙監督）※3話オムニバスのうち、第3話目「FLY」の助監督と出演を兼任
- 半落ち（2004年、佐々部清監督） - 弁護士・植村学
- 海猿 ウミザル（2004年、羽住英一郎監督） - 海上保安庁査察監察官・五十嵐正樹
- 69 sixty nine（2004年、李相日監督） - 佐々木刑事
- 血と骨（2004年、崔洋一監督） - 趙永生
- ゴジラシリーズ
  - ゴジラ FINAL WARS（2004年、北村龍平監督） - 小室少佐[4]
  - シン・ゴジラ（2016年7月29日公開） - 財前正夫自衛隊統合幕僚長[54][4]
- 勇気の3000キロ（2004年、小笠原佳文監督） - 伊藤医師
- OLDK（2004年、原正弘監督） - 鶴岡（ヤクザ）
- ヴィタール（2004年、塚本晋也監督） - 大山三郎
- レディ・ジョーカー（2004年、平山秀幸監督） - 警視庁刑事部捜査第1課特殊犯捜査第1係主任・平瀬悟
- ローレライ（2005年、樋口真嗣監督） - 軍医・時岡纏
- 交渉人 真下正義（2005年、本広克行監督） - TTR総合指令長・片岡文彦
- 自由戀愛（2005年、原田眞人監督） - 磐井政之介
- 空中庭園（2005年、豊田利晃監督） - 京橋絵里子の兄
- 花よりもなほ（2006年、是枝裕和監督） - 伊勢勘
- バルトの楽園（2006年、出目昌伸監督） - 板東俘虜収容所副官・高木繁
- 日本沈没（2006年、樋口真嗣監督） - 内閣官房長官、内閣総理大臣臨時代理・野崎亨介
- CHiLDREN チルドレン（2006年、源孝志監督） - 木原周五郎
- 椿山課長の七日間（2006年、河野圭太監督） - 市川大介
- 気仙沼伝説（2006年）
- やじきた道中 てれすこ（2007年、平山秀幸監督） - 代貸
- 銀色のシーズン（2008年、羽住英一郎監督） - 旅館「花みずき」オーナー・瀬戸雅之
- チーム・バチスタの栄光（2008年、中村義洋監督） - 高階権太
  - ジェネラル・ルージュの凱旋（2009年、中村義洋監督） - 高階権太
- 隠し砦の三悪人 THE LAST PRINCESS（2008年、樋口真嗣監督） - 秋月家城代家老・長倉和泉
- 神様のパズル（2008年、三池崇史監督） - 村上
- パコと魔法の絵本（2008年、中島哲也監督） - ガマ姫、オカマの入院患者・木之元
- イエスタデイズ（2008年、窪田崇監督） - 主演・柳田昭彦
- K-20 怪人二十面相・伝（2008年、佐藤嗣麻子監督） - 源治
- 劒岳 点の記（2009年、木村大作監督） - 陸軍参謀本部中佐・矢口誠一郎
- 宮城野（2009年、山﨑達璽監督） - 東洲斎写楽とおぼしき男
- 板尾創路の脱獄王（2010年、板尾創路監督） - 司法省役人・金村
- 猿ロック（2010年、前田哲監督） - 警視庁警視監・小笠原
- 花のあと（2010年、中西健二監督） - 寺井甚左衛門
- ダーリンは外国人（2010年、宇恵和昭監督） - 小栗正利
- てぃだかんかん〜海とサンゴと小さな奇跡〜（2010年、李闘士男監督） - 漁業組合長・比企連平
- BOX 袴田事件 命とは（2010年、高橋伴明監督） - 死刑囚
- アウトレイジ（2010年、北野武監督） - 池元組組長・池元
- オカンの嫁入り（2010年、呉美保監督） - 村上章
- 蛇のひと（2010年、森淳一監督） - 伊東部長
- 相棒 -劇場版II- 警視庁占拠! 特命係の一番長い夜（2010年、和泉聖治監督） - 長谷川宗男
- 心中天使（2011年、一尾直樹監督） - アイの父
- さや侍（2011年、松本人志監督） - 多幸藩藩主
- 月光ノ仮面（2012年、板尾創路監督） - 席亭
- モンスターズクラブ（2012年、豊田利晃監督） - 垣内セイジロウ
- 遺体 明日への十日間（2013年2月23日公開、君塚良一監督） - 芝田慈人
- 横道世之介（2013年2月23日公開、沖田修一監督） - 与謝野広
- 少年H（2013年8月10日公開、降旗康男監督） - 吉村
- 許されざる者（2013年9月13日公開、李相日監督） - 北大路正春
- 地獄でなぜ悪い（2013年9月28日公開、園子温監督） - 主演・武藤大三
- そして父になる（2013年9月28日公開、是枝裕和監督） - 上山一至
- あさひるばん（2013年11月29日公開、やまさき十三監督） - 主演・浅本有也
- 抱きしめたい -真実の物語-（2014年2月1日公開、塩田明彦監督) - 小柳武雄
- 渇き。（2014年6月27日公開、中島哲也監督） - 辻村
- 寄生獣（山崎貴監督） - 平間
  - PART1（2014年11月29日公開）
  - 完結編（2015年4月25日公開）
- 進撃の巨人（樋口真嗣監督） - クバル
  - 進撃の巨人 ATTACK ON TITAN（2015年8月1日公開）
  - 進撃の巨人 ATTACK ON TITAN エンド オブ ザ ワールド（2015年9月19日公開）
- 天空の蜂（2015年9月12日公開） - 中塚一実[55]
- ちはやふる（小泉徳宏監督） - 原田秀雄
  - 上の句（2016年3月19日公開）
  - 下の句（2016年4月29日公開）
  - 結び（2018年3月17日公開）
- 海賊とよばれた男（2016年12月10日公開） - 鳥川卓巳[56]
- 破門 ふたりのヤクビョーガミ（2017年1月28日公開） - 嶋田勝次
- 忍びの国（2017年7月1日公開） - 北畠具教
- ジョジョの奇妙な冒険 ダイヤモンドは砕けない 第一章（2017年8月4日公開） - 東方良平[57]
- 鋼の錬金術師 FULLMETAL ALCHEMIST（2017年12月1日公開） - ドクター・マルコー[58]
- DESTINY 鎌倉ものがたり（2017年12月9日公開） - 大仏署長
- パンク侍、斬られて候（2018年6月30日公開） - 大浦主膳
- 泣き虫しょったんの奇跡（2018年9月7日公開） - 瀬川敏雄[59]
- 十年 Ten Years Japan「いたずら同盟」（2018年11月3日公開、フリーストーン） - 重田[60]
- かぞくいろ RAILWAYS わたしたちの出発（2018年11月30日公開） - 主演・奥薗節夫[61]
- 願いのカクテル（2019年） - 穂積[62]
- アルキメデスの大戦（2019年7月26日公開） - 永野修身[63]
- タロウのバカ（2019年9月6日公開） - 小田[64]
- 見えない目撃者（2019年9月20日公開） - 平山隆[65]
- 影裏（2020年2月14日公開） - 日浅征吾[66]
- ステップ（2020年7月17日公開） - 村松明[67]
- 樹海村（2021年2月5日公開） - 出口民綱
- 騙し絵の牙（2021年3月26日公開） - 二階堂大作[68]
- ゾッキ（2021年4月2日公開） - ヤスさん（漁師）
- 太陽の子（2021年8月6日公開） - 荒勝文策
- ケイト（2021年9月10日配信、Netflix） - 木嶋
- 再会の奈良（2022年2月4日公開、ミモザフィルムズ） - 主演・吉澤一雄
- ちょっと思い出しただけ（2022年2月11日公開） - 中井戸[69]
- アイ・アム まきもと（2022年9月30日公開） - 槍田[70]
- 陰陽師0（2024年4月19日公開） - 賀茂忠行 役[71]
- 碁盤斬り（2024年5月17日公開） - 萬屋源兵衛 役[72][73]
- 劇場版 トリリオンゲーム（2025年2月14日公開） - 黒龍一真[74]

#### 海外映画
※複数国の合作映画を含む。
- ブラック・レイン（1989年、アメリカ、リドリー・スコット監督） - 吉本
- The Blue JEAN MONSTER（1991年、香港） - ギャング団のボス
- フルブラッド/花旗少林 Treasure Hunt（1994年、香港、ジェフ・ラウ監督） - 山本
- ハードボイルド/新・男たちの挽歌（1992年、香港、ジョン・ウー監督） - Killer
- さらば英雄 愛と銃撃の彼方に（1994年、香港、トニー・オウ監督） - Shiragawa
- 野獣の瞳（1997年、香港、パトリック・ウォン監督） - キックボクサー・山田のトレーナー
- Color of pain 野狼（2001年、香港、サム・レオン監督） - 伊藤
- キル・ビル Vol.1（2003年、アメリカ、クエンティン・タランティーノ監督） - 田中組長
- シルク（2008年、五か国合作、フランソワ・ジラール監督） - 養蚕業、原十兵衛の部下・右門
- メモリーズ・コーナー（2011年、加仏合作、オドレイ・フーシェ監督） - 中島
- KOKORO（フランス語版）（2016年、ベルギー・フランス・カナダ、日本では2017年11月4日公開、ブースタープロジェクト） - ダイスケ
- 哭声/コクソン（2016年、韓国、ナ・ホンジン監督、日本では2017年3月11日公開） - 山の中の男
- マンハント（2017年、中国、ジョン・ウー監督、日本では2018年2月9日公開） - 酒井義廣
- ミッドウェイ（2019年11月8日、アメリカ、日本では2020年9月11日公開） - 南雲忠一[75]
- MINAMATA-ミナマタ-（2021年2月5日、アメリカ、日本では9月23日公開） - ノジマ・ジュンイチ[76]
- 犯罪都市 NO WAY OUT（2023年、韓国、イ・サンヨン（朝鮮語版）監督、日本では2024年2月23日に公開） - 一条親分 役[77]
- 東京カウボーイ（2024年6月7日公開、アメリカ） - ワダ 役[78][79]

### 舞台
- 蜘蛛の巣（1982年、アガサ・クリスティ原作） - ジェレミー※大阪放送劇団時代
- にしむくさむらい
- 11ぴきのねこ
- 三人姉妹（2001年、アントン・チェーホフ原作、岩松了演出） - ヴェルシーニン
- ふたたびの恋（2003年、野沢尚原作・脚本） - 沖縄 / サンセットバー・バーテンダー澤田雪夫（45歳）
- エレンディラ（2007年8月9日 - 9月2日、ガルシア・マルケス原作、蜷川幸雄演出） - 作家[80]
- 混じり合うこと、消えること（2008年6月27日 - 7月6日、白井晃演出）
- 朱雀家の滅亡（2011年9月 - 10月、三島由紀夫原作、宮田慶子演出） - 侯爵・朱雀経隆
- ショーシャンクの空に（2014年12月 - 2015年1月、白井晃演出） - レッド（レディング）
- ハムレット（2017年4月、東京芸術劇場プレイハウス） - クローディアス / 亡父の亡霊（2役）[81]
- 奏劇「ライフ・コンチェルト」ある教誨師の物語〜死刑執行までのカウントダウン（2018年8月29日 - 9月3日、岩代太郎原作、紀伊國屋ホール） - 元村由紀夫

### Web配信ドラマ
- 全裸監督（2019年8月8日配信、Netflix） - 古谷伊織[82]
- 全裸監督 シーズン2（2021年6月24日配信、Netflix） - 古谷伊織[83]
- モダンラブ・東京〜さまざまな愛の形〜「彼を信じていた13日間」（2022年10月21日、Amazon Prime Video） - 吉本 役[84]
- サニー（2024年7月10日、Apple TV+）[85]
- 阿修羅のごとく（2025年1月9日配信、Netflix） - 竹沢恒太郎 役[86][87]
- 笑ゥせぇるすまん #10「海馬ガム」（2025年8月1日、Amazon Prime Video） - 顔出カタル 役[88][89]

### 劇場アニメ
- 風立ちぬ（2013年7月20日公開、宮崎駿監督） - 服部[90]
- 映画 えんとつ町のプペル（2020年12月25日公開、廣田裕介監督） - ダン 役[91]
- 君たちはどう生きるか（2023年7月14日公開、宮﨑駿監督） - インコ大王 役[92]

### ゲーム
- トリックロジック（2010年7月22日） - 丸ノ内慶次

### ラジオ
- TOKYO SPEAKEASY（2020年4月6日 - ・TOKYO FM） - ナビゲーター

### ラジオドラマ
NHK-FM
- ふたりの部屋「春一番が吹くまで」（1982年2月1日・2日）※本名出演
- ラジオ劇場
  - めし食い（1982年5月22日）※本名出演
  - テレフォン・キッス（1983年1月8日）※本名出演
  - 秋の公園（1985年2月9日）※本名出演
  - やる、やりたい、やればできるかな（1985年3月30日） - 主演
- FMシアター
  - 見えないフルート（1985年4月13日）
  - もしもし、こちら昔局（1985年6月1日）
  - 家族制度（1987年10月3日）
  - 新人類とマッチ棒（1988年1月30日）
  - ぼくのスカート（1989年1月28日）
  - モンタージュ（1989年12月2日）
  - 幽霊故郷に帰る（1990年4月15日）
  - テン・カウント（1991年5月12日）
  - 鏡の向こう側（1991年9月1日）
  - 春にはじまる（1992年2月16日）
  - 勤務時間内戦争（1995年4月29日）
  - LOULOU（ルルゥ）：被災地のDJ（1997年11月22日）
  - ゴースト・ライター（2000年10月1日）
  - 春を待つ丘（2001年4月7日）
  - カナン（2001年8月25日） - 主演
  - プリズム（2003年2月1日）
  - 納豆ウドン（2003年2月15日）
  - 密航者たち（2009年2月21日）
  - ヒッチハイク（2011年4月9日）
  - 蝶が燃えた日（2011年8月6日） - 主演
  - 世界から猫が消えたなら（2013年7月20日）
  - さよならサリバン先生（2017年10月7日）
  - 嘘の秘密（2018年3月17日）
- アドベンチャー・ロード
  - サテンのマーメイド（1988年5月23日 - 6月3日・全10回）
  - もしかして時代劇（1989年12月4日 - 12月15日・全10回）
- ラジオ深夜便「近畿ラジオドラマ特集」（NHKラジオ第1・ラジオ国際放送でも）
  - ボクを呼ぶ音（1992年11月9日／初出：放送日不明、NHK 近畿地方）
  - 鯨のそばの井戸（1992年11月16日／初出：8月24日、NHK 近畿地方）
- 青春アドベンチャー「昔、火星のあった場所」（1994年6月27日 - 7月8日・全10回）
- FMサウンドファンタジーフォーエバー（1997年8月11日 - 15日・全5回）
- 特集オーディオドラマ「ラヂオ」（2000年8月21日 - 24日・全4回）

それ以外
- 大鵬薬品presents 10分の幸せものがたり（2010年2月度ゲスト、TBSラジオ）
- オーディオドラマ 海賊とよばれた男（2014年、ニッポン放送） - 日田重太郎[93]
- 銀座の神様〜小林亜星との日々（2021年11月3日、TOKYO FM） - 主演・小林亜星[94]

### ドキュメンタリー
- NHKスペシャル（NHK総合）
  - にっぽん家族の肖像（2007年5月27日・28日・9月16日・17日・11月15日・26日・12月24日） - シリーズタイトル・ナレーション
  - OSO18 〜ある“怪物ヒグマ”の記録〜（2022年11月26日） - 語り
    - OSO18 “怪物ヒグマ”最期の謎（2023年10月15日） - 語り

  - 新・ドキュメント太平洋戦争1943 国家総力の真実 前編・後編（2023年8月12日・13日） - 朗読　
  - 新・ドキュメント太平洋戦争1944 絶望の空の下で（2024年8月15日放送予定） - 朗読[95]
- NHK番組たまご ドキュメント“考える”（NHK総合） - ナレーション
  - 石田衣良編（2007年12月25日）
  - 假屋崎省吾編（2008年5月8日）
  - 箭内道彦編（2008年5月9日）
- スポーツ大陸「スポーツ史の一瞬、世界を変えた“浩一ダッシュ”〜自転車競技・中野浩一〜」（NHK-BS1、2008年11月22日） - ナレーション
- 経済ドキュメンタリー・カイロスの微笑（テレビ大阪、2009年11月14日・2010年3月27日・9月23日・2011年3月26日・12月28日・2012年7月28日・12月28日） - ナビゲーター
- NNNドキュメント「償いのカタチ 知られざる事件後の無情」（読売テレビ、2010年5月30日） - ナレーション
- ニッポンの防災を問う〜気象革命への挑戦〜（BS朝日、2010年6月26日） - ナレーション
- 二代目の肖像 中村吉右衛門の世界 （BS朝日、2011年1月16日） - ナレーション
- かんさい特集「ふたりでめざす登山1万回〜認知症抱える夫婦の記録〜」（NHK大津、2011年2月28日／NHK総合、8月25日（ヒューマンドキュメンタリー枠）） - ナレーション
- ハイビジョン特集「死刑〜被害者遺族・葛藤の日々〜」（NHK BSプレミアム、2011年5月15日／NHK総合、7月21日（スタジオトークカット版、ヒューマンドキュメンタリー枠）） - 語り
- 釣って、食べて、生きた! 作家 開高健の世界 第1夜（NHK BSプレミアム、2011年9月22日） - 語り
- 恋する地球ものがたり（日本テレビ、2011年10月 - 2012年9月） - ナレーション
- 目撃!日本列島「一緒だから また走る〜車いすマラソン 20年目の挑戦〜」（NHK総合、2011年11月5日） - 語り
- にっぽん紀行「ありがとう わたしの市場 長崎大黒・恵美須市場」（NHK総合、2012年3月19日） - 案内人
- 昭和偉人伝（BS朝日、2013年10月2日 - 2019年3月20日） - 語り
- 金曜プレステージ「独占秘話!初公開!秘蔵映像!島倉千代子最期の223日〜今夜明かされる壮絶人生と「からたちの小径」誕生秘話〜」（フジテレビ、2013年12月20日） - ナレーション
- 昭和のクルマといつまでも（BS朝日、2019年7月14日・12月8日・2020年3月15日・8月30日・10月14日 - 2022年3月31日・2023年6月17日・18日） - ナレーション

### 教育・教養番組
- TBS開局60周年記念番組 人間とは何か!? わたしと地球の38億年物語 〜アース・コード〜（TBS、2011年6月4日） - ナレーション
- 極上美の饗宴 シリーズ 我が命の逸品たち「小林秀雄 沈黙を強いる美」（NHK BSプレミアム、2011年7月11日）  - 朗読
- デザインあ 5分版（NHK Eテレ → NHK総合、2011年10月1日  - 2021年7月18日） - ナレーション
- 仕事学のすすめ「“儲け”は人を“信じる者”についてくる」（NHK Eテレ、2013年1月24日・31日） - ナレーション
- 池波正太郎の世界へようこそ（時代劇専門チャンネル、2015年1月3日） - ナレーション
- くりぃむしちゅーの歴史新発見 信長59通の手紙を解読せよ!（日本テレビ、2015年2月12日） - 語り

### ミュージックビデオ
- Do As Infinity 「ナイター」（アルバム『ETERNAL FLAME』収録曲） - お父さん役

### CM
- サントリー
  - ボス 「ボスジャン」篇（1999年12月1日 - 、津田寛治と共演） - 上司役
  - サントリーオールド （伊藤歩と共演） - 父親役
    - 「父の上京」篇（2007年2月5日 - ）
    - 「父の誕生日」篇（2008年2月9日 - ）
    - 「娘の相手」篇 （2008年10月1日 - 、加瀬亮とも共演）
- 映画『グラン・トリノ』（2009年4月25日公開）※ナレーション
- 法律事務所MIRAIO 「細胞編」・「日々の移ろい編」（2009年）
- アサヒ飲料「WONDA」（2011年 - 、AKB48らと共演）
- 大和ハウス（2014年 - 、上野樹里、東出昌大と共演）
- Galaxy（2017年、山﨑賢人、桃井かおりと共演）
- DOCOMO（2020年、青野竜平、笠島智と共演）
- 麒麟麦酒「本麒麟」（2022年）[96]
- Indeed
  - 「いい未来は探せる（あやみの告白）」編/「いい未来は探せる（衛二の告白）」編（2023年6月13日 - ）[97]
  - 「応募数」編/「採用数」編（2024年11月10日 - ） - 「応募数」編では國村のモノマネをしているカルロス三好（オキシジェン）と共演。